# Seznam jezdců mistrovství světa superbiků
Toto je jmenný seznam všech jezdců, kteří se zúčastnili alespoň jednoho závodu mistrovství světa superbiků od sezony 2011 dále. Statistiky současné sezony (2013) zde ještě zaznamenány nejsou.
| Jezdec, který získal alespoň jeden titul mistra světa.                    |
| Jezdec, který nejlépe skončil sezonu celkově na druhém místě. (vicemistr) |
| Jezdec, který nejlépe skončil sezonu celkově na třetím místě.             |
| Jezdec, který nejlépe skončil sezonu celkově na 4.-10. místě. (top 10)    |

## A
| Jezdec          | Narozen                     | Aktivní         | Značky                                     | Závody | Tituly | Vítězství | Pódia | Pole | Kola |
| --------------- | --------------------------- | --------------- | ------------------------------------------ | ------ | ------ | --------- | ----- | ---- | ---- |
| Mark Aitchison  | 22. listopadu 1983 (41 let) | 2011-           | Kawasaki (2011), BMW (2012)                | 35     | 0      | 0         | 0     | 0    | 0    |
| Lorenzo Alfonsi | 4. listopadu 1980 (44 let)  | 2005-2006, 2012 | Yamaha (2005), Ducati (2006), Honda (2012) | 23     | 0      | 0         | 0     | 0    | 0    |
| Hiroši Aojama   | 25. října 1981 (43 let)     | 2012            | Honda                                      | 27     | 0      | 0         | 0     | 0    | 0    |

## B
| Jezdec            | Narozen                   | Aktivní               | Značky                                             | Závody | Tituly         | Vítězství | Pódia | Pole | Kola |
| ----------------- | ------------------------- | --------------------- | -------------------------------------------------- | ------ | -------------- | --------- | ----- | ---- | ---- |
| Ayrton Badovini   | 31. května 1986 (38 let)  | 2008-2009, 2011-      | Kawasaki (2008-2009), BMW (2011-2012)              | 85     | 0              | 0         | 1     | 0    | 1    |
| Matteo Baiocco    | 23. dubna 1984 (40 let)   | 2009-2012             | Kawasaki (2009, 2010), Ducati (2009, 2011-2012)    | 56     | 0              | 0         | 0     | 0    | 0    |
| Santiago Barragán | 18. března 1987 (37 let)  | 2011                  | Kawasaki                                           | 2      | 0              | 0         | 0     | 0    | 0    |
| Loris Baz         | 1. února 1993 (32 let)    | 2012-                 | Kawasaki                                           | 20     | 0              | 1         | 3     | 0    | 1    |
| Maxime Berger     | 27. června 1989 (35 let)  | 2011-2012             | Ducati                                             | 49     | 0              | 0         | 0     | 0    | 0    |
| Max Biaggi        | 26. června 1971 (53 let)  | 2007-2012             | Suzuki (2007), Ducati (2008), Aprilia (2009-2012)  | 155    | 2 (2010, 2012) | 21        | 70    | 8    | 15   |
| Norino Brignola   | 7. prosince 1972 (52 let) | 2005-2007, 2012       | Ducati (2005-2007), BMW (2012)                     | 25     | 0              | 0         | 0     | 0    | 0    |
| Josh Brookes      | 28. dubna 1983 (41 let)   | 2006-2007, 2010, 2012 | Kawasaki (2006), Honda (2007, 2010), Suzuki (2012) | 35     | 0              | 0         | 0     | 0    | 0    |

## C
| Jezdec         | Narozen                     | Aktivní                               | Značky | Závody | Tituly         | Vítězství | Pódia | Pole | Kola |
| -------------- | --------------------------- | ------------------------------------- | --- | ------ | -------------- | --------- | ----- | ---- | ---- |
| Leon Camier    | 4. srpna 1986 (38 let)      | 2009-                                 | Yamaha (2009), Aprilia (2009-2011), Suzuki (2012-)                                                                                      | 79     | 0              | 0         | 8     | 0    | 1    |
| Niccolo Canepa | 14. května 1988 (36 let)    | 2008, 2012-                           | Ducati (2008, 2012-) | 21     | 0              | 0         | 0     | 0    | 0    |
| Carlos Checa   | 15. října 1972 (52 let)     | 2008-                                 | Honda (2008-2009), Ducati (2010-) | 135    | 1 (2011)       | 24        | 49    | 9    | 31   |
| Troy Corser    | 27. listopadu 1971 (53 let) | 1992, 1994-1996, 1998-2001, 2003-2011 | Yamaha (1992, 2007-2008), Ducati (1994-1996, 1998-1999), Aprilia (2000-2001), Petronas (2003-2004), Suzuki (2005-2006), BMW (2009-2011) | 377    | 2 (1996, 2005) | 33        | 130   | 43   | 45   |
| Claudio Corti  | 25. června 1987 (37 let)    | 2012                                  | Kawasaki | 2      | 0              | 0         | 0     | 0    | 0    |

## D
| Jezdec           | Narozen                  | Aktivní | Značky         | Závody | Tituly | Vítězství | Pódia | Pole | Kola |
| ---------------- | ------------------------ | ------- | -------------- | ------ | ------ | --------- | ----- | ---- | ---- |
| Chaz Davies      | 10. února 1987 (38 let)  | 2012-   | Aprilia (2012) | 24     | 0      | 1         | 4     | 0    | 0    |
| Raffaele De Rosa | 25. března 1987 (37 let) | 2012    | Honda          | 2      | 0      | 0         | 0     | 0    | 0    |

## F
| Jezdec          | Narozen                | Aktivní | Značky                                                           | Závody | Tituly | Vítězství | Pódia | Pole | Kola |
| --------------- | ---------------------- | ------- | ---------------------------------------------------------------- | ------ | ------ | --------- | ----- | ---- | ---- |
| Michel Fabrizio | 17. září 1984 (40 let) | 2006-   | Honda (2006-2007), Ducati (2008-2010), Suzuki (2011), BMW (2012) | 184    | 0      | 4         | 34    | 1    | 10   |
| Javier Forés    | 16. září 1985 (39 let) | 2011    | BMW                                                              | 6      | 0      | 0         | 0     | 0    | 0    |

## G
| Jezdec           | Narozen                    | Aktivní | Značky                                 | Závody | Tituly | Vítězství | Pódia | Pole | Kola |
| ---------------- | -------------------------- | ------- | -------------------------------------- | ------ | ------ | --------- | ----- | ---- | ---- |
| Sergio Gadea     | 30. prosince 1984 (40 let) | 2012    | Kawasaki                               | 1      | 0      | 0         | 0     | 0    | 0    |
| Davide Giugliano | 28. října 1989 (35 let)    | 2011-   | Ducati (2011-2012)                     | 28     | 0      | 0         | 2     | 0    | 1    |
| Sylvain Guintoli | 24. června 1982 (42 let)   | 2009-   | Suzuki (2009-2010), Ducati (2011-2012) | 77     | 0      | 3         | 10    | 1    | 4    |

## H
| Jezdec        | Narozen                  | Aktivní                    | Značky                                                                              | Závody | Tituly | Vítězství | Pódia | Pole | Kola |
| ------------- | ------------------------ | -------------------------- | ----------------------------------------------------------------------------------- | ------ | ------ | --------- | ----- | ---- | ---- |
| Norijuki Haga | 2. března 1975 (49 let)  | 1994-2000, 2002, 2004-2011 | Ducati (1994, 2004, 2009-2010), Yamaha (1995-2000, 2005-2008), Aprilia (2002, 2011) | 312    | 0      | 43        | 116   | 7    | 58   |
| Leon Haslam   | 31. května 1983 (41 let) | 2003-2004, 2009-           | Ducati (2003-2004), Honda (2009), Suzuki (2010), BMW (2011-2012)                    | 116    | 0      | 3         | 27    | 1    | 4    |
| Peter Hickman | 8. dubna 1987 (37 let)   | 2012                       | Suzuki                                                                              | 2      | 0      | 0         | 0     | 0    | 0    |
| Jake Holden   | 5. května 1983 (41 let)  | 2012                       | BMW                                                                                 | 2      | 0      | 0         | 0     | 0    | 0    |
| John Hopkins  | 22. května 1983 (41 let) | 2009, 2011-2012            | Honda (2009), Suzuki (2011-2012)                                                    | 28     | 0      | 0         | 0     | 1    | 0    |

## J
| Jezdec        | Narozen                 | Aktivní | Značky        | Závody | Tituly | Vítězství | Pódia | Pole | Kola |
| ------------- | ----------------------- | ------- | ------------- | ------ | ------ | --------- | ----- | ---- | ---- |
| David Johnson | 16. dubna 1982 (42 let) | 2012    | BMW, Kawasaki | 3      | 0      | 0         | 0     | 0    | 0    |

## K
| Jezdec           | Narozen                     | Aktivní   | Značky            | Závody | Tituly | Vítězství | Pódia | Pole | Kola |
| ---------------- | --------------------------- | --------- | ----------------- | ------ | ------ | --------- | ----- | ---- | ---- |
| Jon Kirkham      | 16. listopadu 1984 (40 let) | 2011      | Suzuki            | 2      | 0      | 0         | 0     | 0    | 0    |
| Viktor Kispataki | 21. dubna 1986 (38 let)     | 2011-2012 | Honda (2011-2012) | 4      | 0      | 0         | 0     | 0    | 0    |

## L
| Jezdec          | Narozen                    | Aktivní   | Značky                               | Závody | Tituly | Vítězství | Pódia | Pole | Kola |
| --------------- | -------------------------- | --------- | ------------------------------------ | ------ | ------ | --------- | ----- | ---- | ---- |
| Fabrizio Lai    | 14. prosince 1978 (46 let) | 2010-2011 | Honda                                | 10     | 0      | 0         | 0     | 0    | 0    |
| Lorenzo Lanzi   | 26. října 1981 (43 let)    | 2005-2012 | Ducati (2005-2010, 2012), BMW (2011) | 134    | 0      | 3         | 7     | 1    | 2    |
| Joan Lascorz    | 27. února 1985 (39 let)    | 2011-2012 | Kawasaki                             | 32     | 0      | 0         | 0     | 0    | 1    |
| Eugene Laverty  | 3. června 1986 (38 let)    | 2011-     | Yamaha (2011), Aprilia (2012-)       | 53     | 0      | 3         | 12    | 0    | 1    |
| Alex Lowes      | 14. září 1990 (34 let)     | 2011      | Honda                                | 4      | 0      | 0         | 0     | 0    | 0    |
| Alexander Lundh | 30. října 1986 (38 let)    | 2012-     | Kawasaki                             | 6      | 0      | 0         | 0     | 0    | 0    |

## M
| Jezdec          | Narozen                 | Aktivní         | Značky                                 | Závody | Tituly | Vítězství | Pódia | Pole | Kola |
| --------------- | ----------------------- | --------------- | -------------------------------------- | ------ | ------ | --------- | ----- | ---- | ---- |
| Gary Mason      | 4. května 1979 (45 let) | 2012            | Kawasaki                               | 2      | 0      | 0         | 0     | 0    | 0    |
| Brett McCormick | 20. srpna 1991 (33 let) | 2012            | Ducati                                 | 7      | 0      | 0         | 0     | 0    | 0    |
| David McFadden  | 4. května 1990 (34 let) | 2012            | Kawasaki                               | 2      | 0      | 0         | 0     | 0    | 0    |
| Marco Melandri  | 7. srpna 1982 (42 let)  | 2011-           | Yamaha (2011), BMW (2012)              | 51     | 0      | 10        | 26    | 1    | 7    |
| Leandro Mercado | 15. února 1992 (33 let) | 2012            | Kawasaki                               | 14     | 0      | 0         | 0     | 0    | 0    |
| Karl Muggeridge | 20. dubna 1974 (50 let) | 2005-2009, 2011 | Honda (2005-2008, 2011), Suzuki (2009) | 114    | 0      | 0         | 0     | 0    | 0    |

## P
| Jezdec      | Narozen                 | Aktivní               | Značky                                  | Závody | Tituly | Vítězství | Pódia | Pole | Kola |
| ----------- | ----------------------- | --------------------- | --------------------------------------- | ------ | ------ | --------- | ----- | ---- | ---- |
| Alex Polita | 3. června 1984 (40 let) | 2007, 2009, 2011-2012 | Suzuki (2007, 2009), Ducati (2011-2012) | 22     | 0      | 0         | 0     | 0    | 0    |

## R
| Jezdec        | Narozen                  | Aktivní         | Značky                                            | Závody | Tituly | Vítězství | Pódia | Pole | Kola |
| ------------- | ------------------------ | --------------- | ------------------------------------------------- | ------ | ------ | --------- | ----- | ---- | ---- |
| Jonathan Rea  | 2. února 1987 (38 let)   | 2008-           | Honda                                             | 98     | 0      | 10        | 29    | 3    | 7    |
| Roberto Rolfo | 23. března 1980 (44 let) | 2006-2009, 2011 | Ducati (2006), Honda (2007-2009), Kawasaki (2011) | 103    | 0      | 0         | 0     | 0    | 0    |

## S
| Jezdec         | Narozen                 | Aktivní    | Značky                                         | Závody | Tituly | Vítězství | Pódia | Pole | Kola |
| -------------- | ----------------------- | ---------- | ---------------------------------------------- | ------ | ------ | --------- | ----- | ---- | ---- |
| David Salom    | 16. října 1984 (40 let) | 2009, 2012 | Kawasaki                                       | 48     | 0      | 0         | 0     | 0    | 0    |
| Federico Sandi | 12. srpna 1989 (35 let) | 2010-      | Aprilia (2010), Ducati (2011), BMW (2012)      | 8      | 0      | 0         | 0     | 0    | 0    |
| Jakub Smrž     | 7. dubna 1983 (41 let)  | 2007-2012  | Ducati (2007-2010, 2011-2012), Aprilia (2010)  | 150    | 0      | 0         | 5     | 3    | 2    |
| Bryan Staring  | 1. června 1987 (37 let) | 2011-2012  | Kawasaki                                       | 4      | 0      | 0         | 0     | 0    | 0    |
| Tom Sykes      | 19. srpna 1985 (39 let) | 2008-      | Suzuki (2008), Yamaha (2009), Kawasaki (2010-) | 116    | 0      | 8         | 22    | 11   | 3    |

## T
| Jezdec         | Narozen                    | Aktivní              | Značky                                                           | Závody | Tituly         | Vítězství | Pódia | Pole | Kola |
| -------------- | -------------------------- | -------------------- | ---------------------------------------------------------------- | ------ | -------------- | --------- | ----- | ---- | ---- |
| Makoto Tamada  | 4. listopadu 1976 (48 let) | 2008–2011            | Kawasaki (2008-2009), BMW (2010), Honda (2011)                   | 44     | 0              | 0         | 0     | 0    | 0    |
| James Toseland | 5. října 1980 (44 let)     | 2001-2007, 2010-2011 | Ducati (2001-2005), Honda (2006-2007), Yamaha (2010), BMW (2011) | 201    | 2 (2004, 2007) | 16        | 61    | 4    | 2    |
| Shane Turpin   | 2. listopadu 1967 (57 let) | 2012                 | Ducati                                                           | 2      | 0              | 0         | 0     | 0    | 0    |

## V
| Jezdec          | Narozen                  | Aktivní              | Značky                                  | Závody | Tituly | Vítězství | Pódia | Pole | Kola |
| --------------- | ------------------------ | -------------------- | --------------------------------------- | ------ | ------ | --------- | ----- | ---- | ---- |
| Barry Veneman   | 22. března 1972 (52 let) | 2011                 | BMW                                     | 2      | 0      | 0         | 0     | 0    | 0    |
| Chris Vermeulen | 19. června 1982 (42 let) | 2004-2005, 2010-2011 | Honda (2004-2005), Kawasaki (2010-2011) | 66     | 0      | 10        | 23    | 3    | 7    |

## X
| Jezdec     | Narozen                 | Aktivní              | Značky                                                       | Závody | Tituly | Vítězství | Pódia | Pole | Kola |
| ---------- | ----------------------- | -------------------- | ------------------------------------------------------------ | ------ | ------ | --------- | ----- | ---- | ---- |
| Rubén Xaus | 18. února 1978 (47 let) | 2001-2003, 2006-2011 | Ducati (2001-2003, 2006-2008), BMW (2009-2010), Honda (2011) | 215    | 0      | 11        | 35    | 1    | 13   |

## W
| Jezdec      | Narozen                 | Aktivní | Značky | Závody | Tituly | Vítězství | Pódia | Pole | Kola |
| ----------- | ----------------------- | ------- | ------ | ------ | ------ | --------- | ----- | ---- | ---- |
| Josh Waters | 24. ledna 1987 (38 let) | 2011    | Suzuki | 6      | 0      | 0         | 0     | 0    | 0    |

## Z
| Jezdec          | Narozen                 | Aktivní | Značky | Závody | Tituly | Vítězství | Pódia | Pole | Kola |
| --------------- | ----------------------- | ------- | ------ | ------ | ------ | --------- | ----- | ---- | ---- |
| Lorenzo Zanetti | 10. srpna 1987 (37 let) | 2012    | Ducati | 27     | 0      | 0         | 0     | 0    | 0    |